# Equo
Verdes Equo (EQUO) és un partit polític verd constituït a Espanya el 2011. Tingué com a precedent immediat el Projecte Equo, una plataforma presentada el 2010 (i registrada com a fundació el 2011). Es membre del Partit Verd Europeu d'ençà de maig de 2013.

## Història

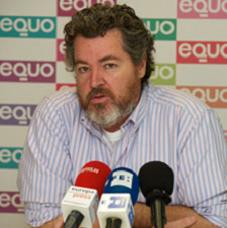
Juan López de Uralde, portaveu d'Equo de 2012 a 2018

El nom d'Equo té les seues arrels en les paraules Ecologia i Equitat, i va ser una idea del poeta Fernando Beltrán.
Després de la seua presentació, en setembre de 2010 a Madrid, ha realitzat diversos actes de presentació per tot Espanya. Equo no es va presentar a les eleccions municipals i autonòmiques espanyoles de 2011, encara que sí que ha mostrat el seu suport a algunes candidatures verdes.
El 5 de juny de 2011, aprofitant el dia Mundial del Medi Ambient, va tenir lloc un encontre organitzat per Equo en el qual van participar més de 30 organitzacions polítiques verdes i progressistes de tot el país amb l'objectiu de confluir per la posada en funcionament d'un projecte polític estatal que concòrrega a les pròximes eleccions generals. Entre elles hi van ser Berdeak - Los Verdes, Castro Verde, Ciudadanos por Altea (CIPAL), Coordinadora Verde/Ecolo-Verdes, Coordinadora Verde de Andalucía, Coordinadora Verde de Madrid, Ecolo Córdoba, Verdes de Extremadura, Verdes de Navarra/Nafarroako Berdeak, Verdes de Paterna, Electores (Alhaurín de la Torre), Els Verds-Esquerra Ecologista, Els Verds de Menorca, Espacio Verde Andalucía Ecológica, Fundació EQUO, IniciativaVerds, Iniciativa del Poble Valencià, Iniciativa por Marbella y San Pedro (IMA+S), Los Verdes de Andalucía, Los Verdes de Asturias, Los Verdes de Canarias, Los Verdes de Europa, Los Verdes de Madrid, Los Verdes de Puerto Real, Partido Verde Canario, Plataforma Melilla Verde, Los Verdes de Aragón, Verdes de La Rioja, Verdes de Laciana, Los Verdes de la Región de Murcia, Verdes de Salamanca, Verdes de Segovia i Verdes de Villena. Aquest encontre va comptar amb la presència, entre d'altres, de Juan López de Uralde, Mónica Oltra, Inés Sabanés i Monica Frassoni, la presidenta del Partit Verd Europeu. També va assistir una representació d'ICV que manifestà la seua voluntat de firmar un acord d'associació amb Equo.
En una entrevista al diari Público aquell dia, Juan López de Uralde va manifestar que els eixos del futur partit seran la sostenibilitat, l'equitat, la transparència democràtica i la defensa dels drets humans, i que "no pot haver-hi una política en verd si no és social"; igualment el partit elegirà al seu candidat que inclourà llistes obertes, consultarà a les bases sobre els pactes, utilitzarà el referèndum i promourà la millora de la iniciativa legislativa popular. També manifestà el seu suport a la legalitat de Bildu.
Entre les formacions anteriorment esmentades aquelles que més avançat tenen el procés d'integració a Equo són el Partido Verde Canario (PVC) i Los Verdes de Canarias, Los Verdes de Andalucia, Los Verdes de la Región de Murcia i Ecolo Verdes de Madrid. Des de la Coalició Compromís s'ha manifestat el seu suport a Equo, però sense renunciar a les seues pròpies sigles.
El partit va celebrar la seva assemblea constituent en octubre de 2011.
Es va aprovar la seva incorporació al Partit Verd Europeu al maig de 2013.